# Дікур Лаврентій
Лавре́нтій Діку́р (28 червня 1940, містечко Веґревіль, провінція Альберта, Канада — 6 листопада 1999, м. Едмонтон, провінція Альберта) — канадський політичний діяч. Син І. Дікура. Орден Канади (1983).

## Біографія
Закінчив Альбертський університет (1964). 1-й президент Альбертської ради у справах культурної спадщини (1973—1975), голова Канадської консультатської ради у справах багатокультурності (1980—1983). Член міськради (1974—1983), мер (1986—1988) Едмонтона; здійснив реформу адміністративно-муніципальної системи та фіскальної програми. 1988—1993 — голова Ліберальної партії Альберти. Президент Клубу українських професіоналістів і підприємців у Едмонтоні (1973), Українсько-канадське об'єднання професіоналістів і підприємців (1979—1981); член правління Канадських фундації українських студій (1977—1981), голова Канадсько-української бізнес-ініціативи (1996—1997).